# Curling-Weltmeisterschaft der Herren 2012
Die Curling-Weltmeisterschaft der Herren (offiziell Capital One World Men's Curling Championship 2012) fand vom 31. März bis 8. April 2012 in der St. Jakobshalle in Basel in der Schweiz statt. Sie wurde im üblichen Modus gespielt. Die Mannschaften spielten ein Rundenturnier („Round Robin“). Die ersten vier Teams qualifizierten sich für die Endrunde und spielten um die Medaillen.

## Qualifikation
Fix qualifiziert waren die Schweiz als ausrichtende Nation und Kanada als amtierender Weltmeister. Das zwölf Teilnehmer umfassende Feld wurde durch die Qualifikanten der Curling-Europameisterschaft 2011 und der Curling-Pazifik-Meisterschaft 2011 sowie durch die Teams der Nordamerika-Zone komplettiert.

## Endstand
| Platz | Land                |
| ----- | ------------------- |
| 1     | Kanada              |
| 2     | Schottland          |
| 3     | Schweden            |
| 4     | Norwegen            |
| 5     | Neuseeland          |
| 6     | Volksrepublik China |
| 7     | Dänemark            |
| 8     | Vereinigte Staaten  |
| 9     | Schweiz             |
| 10    | Frankreich          |
| 11    | Deutschland         |
| 12    | Tschechien          |